# Hideki Sakamoto
Hideki Sakamoto (坂本 英城, Sakamoto Hideki, né le 14 novembre 1972) est un compositeur de musique de jeu vidéo connu pour sa participation aux bandes originales des jeux Echochrome, Yakuza 2, et Yakuza Kenzan!. Il est aussi le directeur de la société Noisycroak, spécialisée dans la création de musique pour le jeu vidéo.

## Titres représentatifs
- Shinobido : La Voie du ninja (2005) : Composition (avec Keisuke Itō)
- Yakuza 2 (2007): Composition (avec Hidenori Shoji, Norihiko Hibino, Sachio Ogawa, Keitarō Hanada, Fumio Itō, Yuri Fukuda & Takahiro Izutani)
- Pokémon Donjon Mystère : Explorateur du Temps et de l'ombre (2008) : Composition (avec Arata Iiyoshi, Keisuke Ito, Ryoma Nakamura & Kenichi Saito)
- Yakuza Kenzan (2008) : Composition (avec with Hidenori Shoji, Hiroyoshi Kato, Keisuke Ito & Yuri Fukuda)
- Echochrome (2008) : Composition
- Echochrome II (2010) : Composition
- Aquanaut's Holiday : Hidden Memories (2008) : Composition
- What Did I Do to Deserve This, My Lord? (2009) : Composition (avec Keisuke Itō)
- Castlevania Judgment (2008) : Direction musicale (avec Yasushi Asada)
- 428: Fūsasareta Shibuya de (2009) : Composition (avec Naoki Satō, Shingo Yasumoto)[2]
- Yakuza 3 (2009): Composition (avec Hidenori Shōji, Kentarō Koyama, Takahiro Kai, Hiroyoshi Katō, Love sound system & Yoshio Tsuru)
- Time Travelers (2012) : Composition
- Attack of the Friday Monsters! A Tokyo Tale (2013) : Composition
- Toukiden (2013) : Composition
- Super Smash Bros. for Nintendo 3DS and Wii U (2014) : Arrangement (avec de nombreux autres compositeurs)
- Mario & Luigi : L'épopée fraternelle (2024) : Composition et arrangements